# Терроризм в Мьянме
Терроризм в Мьянме определяется Законом страны о борьбе с терроризмом, который разработан Антитеррористическим центральным комитетом и принят Ассамблеей Союза.

## Террористические организации
В настоящее время в качестве террористических организаций в соответствии с антитеррористическим законом Мьянмы числятся две группы: Армия спасения рохинджа Аракана(ARSA), включена 25 августа 2017 года, и Араканская армия, включена 18 января 2019 года. Государственный совет мира и развития назвал «Vigorous Burmese Student Warriors» (VBSW) террористической организацией после их участия в осаде посольства Мьянмы в 1999 году, но официально эта группа не была объявлена в качестве таковой.

## Известные случаи
- 19 июля 1947 года, примерно в 10:37, несколько лидеров бирманской независимости застрелены группой вооруженных людей в форме, во время заседания кабинета министров в Секретариате Янгона[6];
- 9 октября 1983 года три северокорейских агента совершили покушение на пятого президента Южной Кореи Чун Ду Хвана, совершив бомбардировку Мавзолея мучеников[англ.], где находился Ду Хван чтобы почтить память убитых в 1947 году бирманских лидеров. В результате взрыва погиб 21 человек, ранено 46[7];
- 7 октября 1999 года члены организации «Vigorous Burmese Student Warriors (VBSW)» захватили бирманское посольство в Бангкоке (Таиланд), в ходе акции, позже известной как осада посольства в Мьянме в 1999 году. Заложники захвачены VBSW, но после переговоров с властями Таиланда все освобождены. Позже нападавшие сопровождены к границе Таиланда с Мьянмой[5];
- 30 мая 2003 года в 8:00 вечера 70 человек, имеющие отношение к политической партии Национальная лига за демократию, убиты спонсируемой правительством бандой в Табаине[англ.] (Депайин, округ Сикайн), в событии, названом позже бойня в Депайине[англ.][8][9][10];
- 7 мая 2005 года в Янгоне от взрывов бомбы погибли 11 человек и 162 получили ранения. Власти обвинили во взрывах повстанцев относящихся к каренам и шанам[11];
- 15 апреля 2010 года три бомбы взорвались в Янгоне во время Фестиваля воды[англ.] в Тинжане, в результате погибли 10 человек и 178 получили ранения. Данное событие известно как "бомбардировка Тинджана в апреле 2010 года[англ.][12];
- В октябре 2013 года по всей стране произошла серия так и не получивших объяснения взрывов, в результате которых погибли три человека и несколько человек получили ранения[13];
- 9 октября 2016 года сотни повстанцев напали на три бирманских пограничных поста на границе Мьянмы с Бангладеш, в результате чего убиты девять бирманских пограничников. Ответственность за нападения взяла на себя Армия спасения рохинджа Аракана, которое правительство отнесло к террористическим актам[14][15][16][17];
- 25 августа 2017 года около 150 повстанцев ARSA участвовали в организованных нападениях на 24 полицейских поста и 552-ю Военную базу легкого пехотного батальона в штате Ракхайн. Двенадцать сотрудников безопасности Мьянмы убиты в результате нападений, которые правительство отнесло к террористическим актам[18][19][20].